# Neonirvana brasiliensis
Neonirvana brasiliensis är en insektsart som beskrevs av Dietrich 2004. Neonirvana brasiliensis ingår i släktet Neonirvana och familjen dvärgstritar. Inga underarter finns listade i Catalogue of Life.